# Isla San Marcos
Isla San Marcos ist eine mexikanische Insel im Golf von Kalifornien. Administrativ gehört sie zur Gemeinde (municipio) Mulegé des Bundesstaates Baja California Sur („Süd-Niederkalifornien“).

## Geographie
Isla San Marcos liegt 25 km südöstlich von Santa Rosalía, dem Hauptort der Gemeinde auf der Halbinsel Niederkalifornien; die Südspitze der Insel liegt sogar nur 4,5 km vor der Küste der Halbinsel. Sie ist nach der knapp 30 km weiter nordöstlich liegenden Insel Tortuga die zweitnördlichste Insel dieses Bundesstaates im Golf von Kalifornien. Die aride und bergige Insel ist in Nord-Süd-Richtung 8 km lang, in Ost-West-Richtung bis zu 4 km breit und weist eine Fläche von 28,75 km² auf. An der Südwestküste befindet sich eine Bergbau-Siedlung gleichen Namens; sie liegt in einem Bereich, in dem großflächig Gips von der Compañía Occidental Mexicana S.A de C.V. (COMSA) abgebaut wird. Zur Siedlung gehört auch ein 366 m langer, t-förmiger Pier zum Verschiffen des Gipses sowie ein privat von der Minengesellschaft betriebener Flugplatz an der Bahía Puerto Viejo. Mit 394 permanenten Bewohnern (Stand: 2010) ist San Marcos die einzige dauerhaft bewohnte Insel im Golf von Kalifornien.